# Val-d'Or
« Val d'Or » redirige ici. Pour les autres significations, voir Val d'Or (Woluwe-Saint-Lambert).
Val-d'Or est une ville canadienne au Québec, chef-lieu de la MRC de La Vallée-de-l'Or, dans la région de l'Abitibi-Témiscamingue. Elle est la deuxième plus grande ville de la région administrative.

## Toponymie
Son nom rappelle la présence d'or dans son sous-sol. Le toponyme algonquin de la ville est Ozawaconia Odena.

## Histoire

### Territoire anishnabe
Les Anishnabes (aussi appelés Algonquins) jouent un rôle essentiel au développement minier de la Vallée-de-l'Or, notamment comme guides, prospecteurs, foreurs et même découvreurs d'importants gisements. D'ailleurs, l'Anishnabe Gabriel Commanda découvre en 1923, en compagnie de Robert Clark, le gisement de la mine Lamaque, qui deviendra le plus gros producteur d'or au Québec. Prospecteur, guide, garde-chasse et garde-forestier, Commanda séjourne d'ailleurs en bordure de la rivière Bourlamaque et au sud du lac Blouin.
Lorsque Val-d'Or devient une municipalité en 1935, son territoire s'urbanise et nombre d'Anishnabes de Grand-Lac-Victoria, de Lac-Simon et de Lac-Rapide fréquentent l'endroit. Le chemin de fer, les routes et l'expansion des industries minières et forestières provoquent des impacts irréversibles sur le mode de vie des autochtones, notamment sur leurs territoires de chasse et de pêche.
Constituant encore aujourd'hui un carrefour important entre le Grand nord québécois, Montréal la métropole et les nombreuses localités algonquines de l'Abitibi, Val-d'Or demeure toujours fréquentée et même habitée par un nombre important d'autochtones de la région, principalement des Anishnabes et des Cris.
Val-d'Or est la première ville au Québec à avoir adopté la Déclaration des droits des peuples autochtones des Nations unies,.

### Colonisation
Alors que le chemin de fer Transcontinental est parachevé, traversant d'est en ouest le territoire abitibien, la colonisation à des fins forestière, minière et agricole s'entame et provoque le remplacement de la plupart des toponymes autochtones alors existants par des appellations de langues française ou anglaise.
Comptant parmi l'un des plus riches sous-sols du Québec renfermant des minerais d'or, de zinc, de plomb de cuivre et d'argent, la ville de Val-d'Or est créée à la fin des années 1930 à la faveur principalement du développement des mines d'or de la région, d'abord découvertes aux alentours des lacs De Montigny et Blouin. La ville détient par ailleurs son nom du dérivé de l'expression « vallée de l'or », du fait que les personnes s'étant établies à cet endroit l'ont fait pour l'or qui s'y trouvait.
C'est au nord de la ville, sur les berges du lac De Montigny que la première mine d'or de l'Abitibi, la Sullivan Consolidated, est fondée en 1911. Celle-ci entre en exploitation en 1931, et avec les mines Sigma et Lamaque qui entrent également en exploitation en 1934, la Reine de la vallée de l'or, reconnue comme le Klondike du nord-ouest du Québec, commence son développement de ville-champignon.

### Terre d'immigration
En raison de l'attrait que représentait l'industrie minière dans la région, Val-d'Or reçoit dès sa fondation plusieurs vagues d'immigration, provenant d'abord d'Europe de l'Est et d'Europe centrale, soit principalement des Polonais, des Ukrainiens, des Lituaniens, des Croates, des Slovènes, des Slovaques, des Russes, des Bulgares, des Finlandais, des Géorgiens et des Tchèques. Des Juifs venus faire du commerce et des Chinois venus œuvrer dans le domaine de la restauration se sont également établis à Val-d'Or.
Plus tard, après la fin de la Seconde Guerre mondiale, devenus victimes d'une piètre situation socioéconomique et politique en Europe, plusieurs personnes quittent le continent. Plusieurs Polonais et Italiens viennent s'installer à Val-d'Or pour remédier au manque de main-d'œuvre dans les mines.
D'autres immigrants, en plus petit nombre, choisiront également Val-d'Or lors de leur venue au Canada, par exemple des Hongrois en 1957, après la répression par l'URSS de l'insurrection hongroise contre le pouvoir en place, des Haïtiens dans les années 1960 et 1970 lors de la dictature des Duvalier ainsi que des Laotiens et Vietnamiens dans les années 1980 en tant que boat-people.
Plus récemment, soit à partir des années 1990, des immigrants choisissent toujours de s'établir à Val-d'Or, notamment des francophones venus d'Europe et d'Afrique ou encore des populations venues d'Amérique du Sud et du Moyen-Orient.

### L'urbanisation

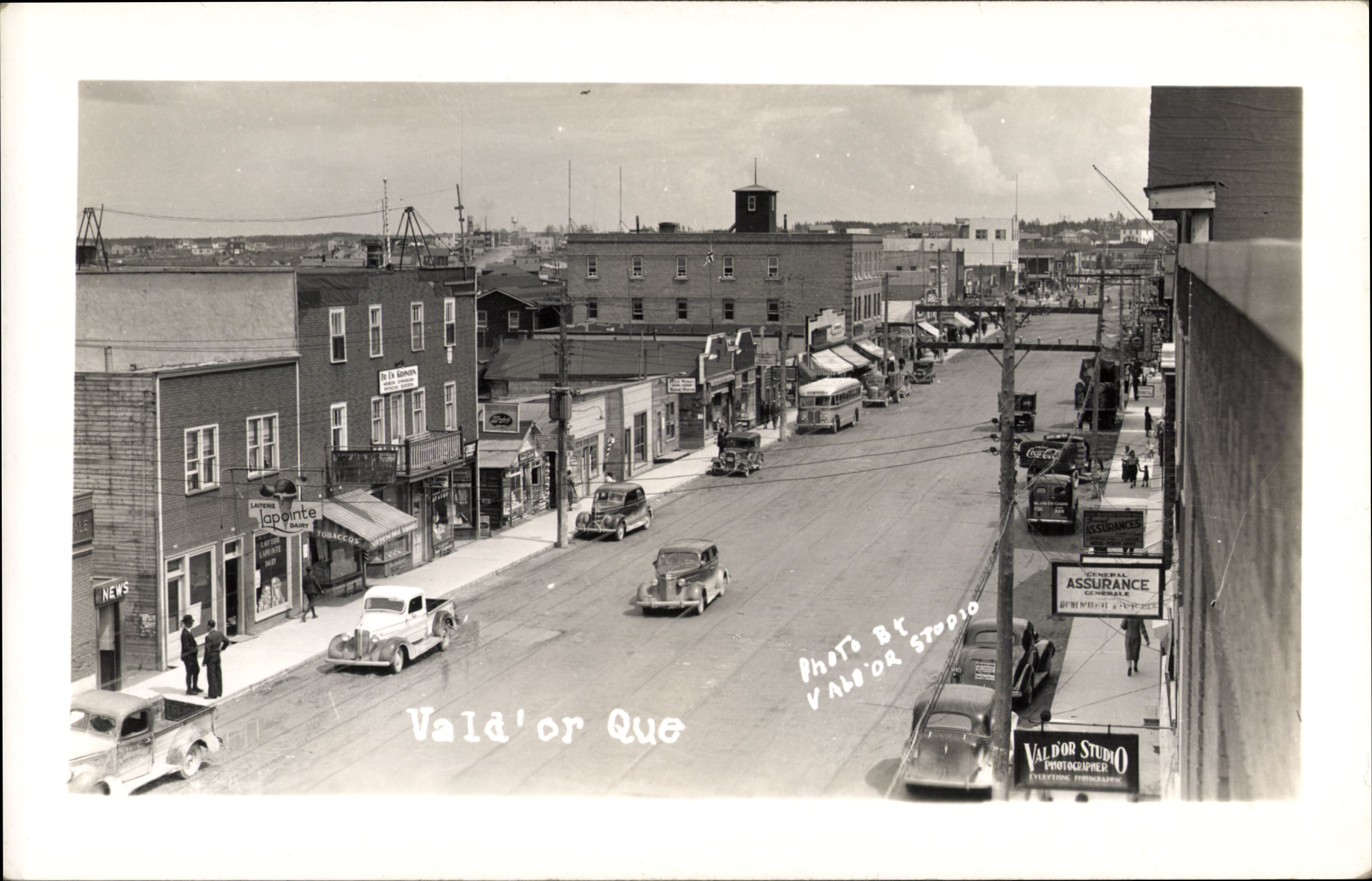
Carte postale de Val-d'Or datant des années 1930.

L'urbanisation de la ville débute de manière plus marquée, et de manière chaotique, durant les années 1930. De plus en plus de commerces de services, tels que restaurants, hôtels et magasins, sont bâtis dans la ville, résultat d'une plus forte population. Les matériaux de construction sont apportés par voie fluviale depuis Amos jusqu'au lac Blouin, transitant par la rivière Harricana.
Le 15 août 1935, à la suite de la demande d'hommes d'affaires de la ville, la ville obtient le statut de municipalité de village, pour ensuite obtenir celui de ville, le 20 mai 1937. Val-d'Or est raccordée au système téléphonique depuis 1934, est électrifiée depuis 1935 et l'est complètement depuis décembre 1936. Quant aux postes, elles débutent en 1935. Bien que des policiers sont présents à Val-d'Or depuis les années 1930, le premier poste permanent de la Sûreté du Québec est érigé en 1953. Un premier palais de justice est construit dans la ville en mars 1938, alors que l'actuel l'est en 1967. 

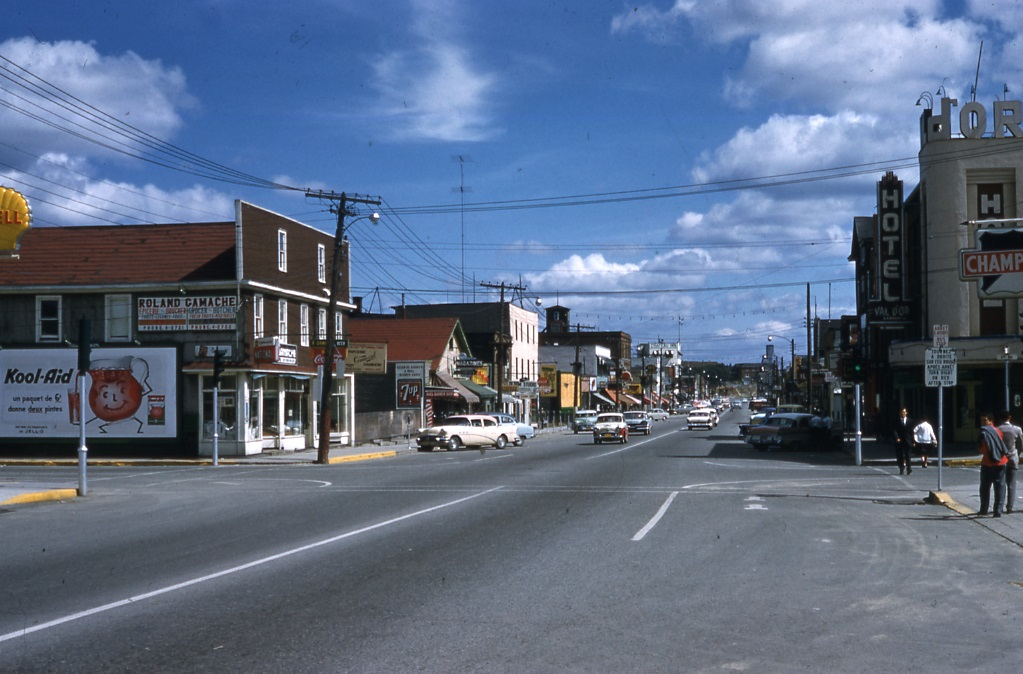
La 3e Avenue à Val-d'Or en 1959.

Avec une population de plus en plus importante, des infrastructures publiques sont construites à Val-d'Or, dont un aéroport en 1949, un hôpital en 1950, un aréna et une bibliothèque en 1951, le conservatoire de musique de Val-d'Or en 1964, un centre culturel en 1967 et une polyvalente en 1971. Quant à l'aéroport, un terrain au sud de la ville est défriché par Lucien Lévesque en vue d'aménager une piste d’atterrissage. Il accueille ses premiers avions commerciaux en novembre 1949 et la Défense nationale y aménage un camp pour ses forces aériennes, y établissant de fait même une base militaire en 1954. Celle-ci fut désaffectée en 1976 et finalement réaménagée vers un usage uniquement civil par Transports Canada.

### La période contemporaine
En 1968, la ville de Bourlamaque, située à l'est de Val-d'Or et fondée en 1933, et la municipalité de Lac-Lemoine, située à l'ouest et fondée en 1958, sont annexées à la ville de Val-d'Or. En 1995, c'est au tour du village de Louvicourt, située entre Val-d'Or et l'entrée de la réserve faunique La Vérendrye d'être annexé au territoire de Val-d'Or. La ville actuelle voit cependant le jour en 2002, lorsque son territoire est encore fusionné à celui d'autres municipalités, soit les villes de Sullivan, Dubuisson, Val-Senneville et Vassan.
Le 20 mai 1980, vers 22h30, une partie du toit de la mine Belmoral, située à quelques kilomètres à l'est de Val-d'Or, s'affaisse. De grandes quantités d'eau, de boue et de végétation s'enfonce dans la mine. Seize mineurs réussissent à s'échapper, tandis que huit autres sont portés disparus dans la tragédie de la mine Belmoral. Ces derniers périssent tous dans l'incident. Les recherches pour les retrouver s'étirent pendant des semaines, si bien qu'on ne retrouve les dernières dépouilles des disparus que le 30 juillet 1980. Une chanson écrite et enregistrée par le chanteur valdorien Jean-Guy Gauthier, intitulée La tragédie de la Balmoral, s'inspire de cet événement,. L'incident est également à la source de deux tableaux produits par la peintre Ma-Reine Bérubé en 1981, intitulés Au secours, nos frères se noient et Les noyés de la Belmoral.
En 1990, la ville est ébranlée par le sordide meurtre de Sandra Gaudet. L'adolescente avait 14 ans et a été abandonnée sur le bord d'une route.
En 2010, la ville fêtera son 75e anniversaire. Pour cette occasion, diverses activités seront organisées à la hauteur d'un budget total de 400 000$.
En novembre 2021, Céline Brindamour devient la première femme à être élue à la mairie de la ville.

### Chronologie
- 1898 : le territoire situé au nord de la ligne de partage des eaux (bassin hydrographique de la Baie-James) jusqu'à la rivière Eastmain est cédé au Québec, quelques années après que le gouvernement canadien en a fait l'acquisition de la Compagnie de la Baie d'Hudson.
- 1911 : découvertes d'or autour du lac De Montigny (alors appelé lac Kienawisik).
- 1913 : le chemin de fer Transcontinental, qui relie les Maritimes à Winnipeg en traversant l'Abitibi de Senneterre à La Reine, est complété.
- 1916 : fondation du canton de Pascalis.
- 1920 : fondation du canton de Dubuisson.
- 1923 : découverte, par Robert C. Clark et Gabriel Commanda, du gisement qui donnera naissance à la Mine Lamaque.
- 1934 : fondation de la municipalité de Bourlamaque.
- 1935 : fondation de la municipalité du village de Val-d'Or.
- 1937 : Val-d'Or devient une municipalité de ville de 4 000 habitants[16]; fondation de la paroisse Saint-Bernard de Sullivan.
- 1940 : le canton de Pascalis devient le village de Pascalis.
- 1944 : Pascalis est détruite dans un incendie. Non reconstruite, elle devient un village fantôme.
- 1945 : fondation de Val-Senneville.
- 1954 : la Défense nationale construit la base militaire de Val-d'Or, pour 15 millions de dollars[17].
- 1958 : fondation de la municipalité de Lac-Lemoine.
- 1968 : création de la nouvelle ville de Val-d'Or par la fusion de l'ancienne ville, de la ville de Bourlamaque et de la municipalité de Lac-Lemoine.
- 1972 : la municipalité de Sullivan se détache du canton de Dubuisson.
- 1976 : fin de l’activité de la base militaire.
- 1977 : Val-Senneville devient Pascalis.
- 1979 : fondation de la municipalité de Vassan.
- 1980 : le village de Pascalis devient la municipalité de Val-Senneville.
- 1982 : le canton de Dubuisson devient la municipalité de Dubuisson.
- 1984 : l'armée canadienne fait détruire la base militaire.
- 1987 : en juin, Val-d'Or accueille l'avion supersonique Concorde pour souligner l'inauguration de la nouvelle aérogare; en août, elle est la ville-hôtesse de la 23e finale des Jeux du Québec.
- 1995 : annexion du territoire non-organisé de Louvicourt.
- 1er janvier 2002 : création de la nouvelle ville de Val-d'Or par la fusion de l'ancienne ville et des municipalités de Dubuisson, de Sullivan, de Val-Senneville et de Vassan.

## Géographie
Val-d'Or est située à 525 km au nord-ouest de Montréal et à 417 km au nord-ouest d'Ottawa, notamment délimitée par la Réserve faunique La Vérendrye. Elle est située au 48° 06′ de latitude nord et à 77° 47′ de longitude ouest, au nord-ouest du Québec. La ville s'étend sur 3 541,20 km2.

### Climat
Val-d'Or bénéficie d'un climat continental froid et relativement sec. En hiver, les températures minimales sont voisines de −20 °C, tandis qu'en été, les maximales avoisinent +23 °C. Les records de chaleur et de froid s'établissent respectivement à +36,1 °C (31 juillet 1975) et −43,9 °C (29 janvier 1962). Les chutes de neige sont abondantes. La hauteur annuelle de neige est de 317,6 cm avec un maximum de 65 cm en décembre. L'été est la saison la plus arrosée avec un maximum des précipitations de 103 mm en septembre.
| Mois                              | jan.  | fév.  | mars  | avril | mai  | juin | jui. | août | sep. | oct. | nov. | déc.  | année |
| --------------------------------- | ----- | ----- | ----- | ----- | ---- | ---- | ---- | ---- | ---- | ---- | ---- | ----- | ----- |
| Température minimale moyenne (°C) | −23,3 | −21,8 | −14,8 | −5    | 2,2  | 7,6  | 10,8 | 9,5  | 5    | −0,2 | −7,8 | −18,8 | −4,7  |
| Température moyenne (°C)          | −17   | −15,1 | −8,2  | 0,9   | 8,9  | 14,3 | 17,1 | 15,5 | 10,4 | 4,4  | −3,7 | −13,3 | 1,2   |
| Température maximale moyenne (°C) | −10   | −8,5  | −1,6  | 6,7   | 15,7 | 20,9 | 23,4 | 21,4 | 15,8 | 9    | 0,3  | −7,9  | 7     |
| Précipitations (mm)               | 57,6  | 48,2  | 63,8  | 61,1  | 71,8 | 91,1 | 97,2 | 99,5 | 103  | 84,3 | 80   | 69,7  | 927,2 |

## Démographie
La population de Val-d'Or est plutôt stable depuis le début des années 2000, oscillant autour de 30 000 habitants. D'ailleurs, elle comportait 32 752 habitants lors du recensement du Canada de 2021. Avec une population estimée à 33 382 habitants en 2024, elle est la 35e ville la plus populeuse du Québec. 
| 1996   | 2001   | 2006   | 2011   | 2016   | 2021   |
| ------ | ------ | ------ | ------ | ------ | ------ |
| 24 479 | 31 430 | 31 123 | 31 862 | 32 491 | 32 752 |

Population : 32 781 habitants (2014)
- Population en 2011 : 31 862[23]
  - Dubuisson : 1 124
  - Sullivan : 3 519
  - Val-d'Or (centre-ville) : 22 588[24]
  - Val-Senneville :
  - Vassan :

- Population en 1995 :
  - Dubuisson : 1 655
  - Sullivan : 3 312
  - Val-d'Or : 24 479
  - Val-Senneville : 2 408
  - Vassan : 988

Portrait linguistique (langues officielles parlées) :
- Français seulement : 67,4 %
- Anglais seulement : 0,8 %
- Français et anglais : 31,7 %
- Ni français ni anglais : 0,1 %

## Administration et budget municipal
Les élections municipales se font en bloc et suivant un découpage de six districts.
| Val-d'Or Maires depuis 2001                                                                                          |                   |                                                                                                  |          |
| Élection | Maire             | Qualité                                                                                          | Résultat |
| 2001 | Fernand Trahan    |                                                                                                  | Voir     |
| 2005 | Fernand Trahan    | Voir                                                                                             |          |
| 2009 | Fernand Trahan    | Voir                                                                                             |          |
| 2013 | Pierre Corbeil    | Ministre libéral de l'Agriculture (2011-2012) Député d'Abitibi-Est de 2003 à 2007 et 2008 à 2012 | Voir     |
| 2017 | Pierre Corbeil    | Ministre libéral de l'Agriculture (2011-2012) Député d'Abitibi-Est de 2003 à 2007 et 2008 à 2012 | Voir     |
| 2021 | Céline Brindamour |                                                                                                  | Voir     |
| Élection partielle en italique Depuis 2005, les élections sont simultanées dans toutes les municipalités québécoises |                   |                                                                                                  |          |

Le plus récent budget municipal publié par la Ville, soit celui de l'année 2021, s'élève à 62,7 M$ publié lors d'une séance extraordinaire du conseil municipal du 21 décembre 2020.

## Culture
Val-d'Or compte différents lieux historiques, culturels et touristiques sur son territoire.
- Centre d'exposition de Val-d'Or
- Cité de l'Or
- Conservatoire de musique de Val-d'Or
- Forêt récréative de Val-d'Or[34]
- Nadagam films
- Société d'histoire et de généalogie de Val-d'Or
- Théâtre Télébec
- Village minier de Bourlamaque
- Festival de la relève indépendante musicale en Abitibi-Témiscamingue

## Patrimoine bâti
- La mine Lamaque, première mine et source de revenus de la ville. Représentatif d'un ensemble minier des années 1930, le site patrimonial de l'ancienne mine Lamaque a été cité comme bien patrimonial en 2008, puis classé en 2010[35]. D'ailleurs, des infrastructures muséales surnommées la Cité de l'Or[36] permettent aux nombreux touristes de visiter ce site industriel patrimonial et d'effectuer une véritable visite minière souterraine.
- Le village minier de Bourlamaque, agglomération industrielle planifiée construite en 1935. Village entièrement construit de maisons en bois rond et aux toits variant du bleu au orange en passant par le rouge, il constitue les origines de Val-d'Or. Construit autour de la mine Lamaque, ce petit village est aujourd'hui un patrimoine touristique reconnu. Le site patrimonial du Village-Minier-de-Bourlamaque est classé en 1979[37].
- Le château d'eau de l'ancienne mine Sullivan, érigé en 1940 et cité comme immeuble patrimonial en 1998[38].
- Le pont Champagne, pont couvert érigé en 1941. En 2001, il est cité comme immeuble patrimonial[39].
- L'église russe orthodoxe, construite en 1954, aujourd’hui propriété de la ville. L'église orthodoxe russe est une des multiples représentations religieuses qui furent installées à Val-d'Or à la suite de l'immigration de nombreux travailleurs du monde entier, dont l'Ukraine, venus pour travailler dans les mines[40].
- L'église catholique Saint-Sauveur-les-Mines, construite en 1959, citée comme immeuble patrimonial en 2012[41].
- Plusieurs immeubles de la municipalité sont inventoriés pour leur valeur patrimoniale dont l'ancien hôtel Val-d'Or (1934)[42], l'édifice Val-d'Or-Bowling-Alleys (1936)[43], l'ancienne Académie Saint-Sauveur (1940)[44], l'ancien magasin coopératif La Valdorienne (1946)[45] et l'ancien cinéma Strand (1948)[46].
- Selon les données statistiques annuelles compilées par le MAMH (Ministère des affaires municipales et de l'Habitation du Québec), la valeur foncière totale des bâtiments et terrains taxables (valeur uniformisée) sis sur le territoire de la Ville de Val-d'Or s'établissaient à 3,579 milliards ($CAD) en 2019 et 3,668 milliards ($CAD) en 2020, soit un bond de 89 millions ($CAD)[47].

## Médias
- Documentaire, Abitibi360, par Serge Bordeleau.
- Balado Château Inn, par Émélie Rivard-Boudreau et Serge Bordeleau[48]
- Commission Écoute, réconciliation et progrès, mieux connue sous le nom «Commission Viens» - créée à la suite de ce qu’on appelle désormais la Crise de Val-d’Or qui a été révélée lors de la diffusion du reportage de l'émission Enquête, de Radio-Canada, sur les allégations d’abus de certains policiers de la Sûreté du Québec à l’endroit de femmes autochtones[49].

### Historique
Les habitants de Val-d'Or ont accès à la radio depuis octobre 1939, avec l'inauguration de la station CKVD. Les médias écrits sont présents depuis 1935, avec le Val-d'Or News, journal anglophone, qui deviendra le The Val-d'Or Star en 1947. Quant aux journaux francophones, L'Écho abitibien, apparu pour la première fois en 1950.

### Actuels
Les journaux publiés sont :
- L'Écho abitibien a été publié à partir de 18 janvier 1953. Le propriétaire d'origine est Lucien Fontaine[50]. La publication hebdomadaire est acquise par Québécor en 1974. Elle est vendue à Transcontinental lors d'une transaction impliquant plusieurs journaux en décembre 2013[51]. Acquis par Lexis Média à la fin de 2017, L'Écho abitibien disparaîtra en 2018 pour laisser place à L'Éclat, un nouvel hebdomadaire gratuit[52].
- Le Citoyen de la Vallée-de-l'Or, est un hebdomadaire gratuit fondé par Ronald Brisson. Le groupe Lexis Média est maintenant le propriétaire de la publication[53].
- Abitibi Express, un hebdomadaire qui a cessé d'être publié en 2014[54]

Les chaînes de télévision sont :
- CFVS : Propriété de Radio-Nord, la station diffusait la programmation de Télévision Quatre saisons. Un bulletin d'information régionale y était diffusé. La station diffuse depuis 1986[55] et elle est maintenant associé à la chaine V télé.
- TVC9 : Télévision communautaire

Diverses stations de radio ont existé ou continuent d'être diffusées :
- CJMV-FM : Station faisant partie du réseau Énergie
- CKVD-AM : Fondée en 1939 et propriété de Radio-Nord à partir de 1948, cette station de radio diffusait sur la bande AM[56]. Elle est transférée sur la bande FM en 1998[57].
- CHGO-FM : Anciennement CKVD
- CHUT-FM : Radio communautaire qui diffuse depuis la réserve amérindienne du Lac-Simon

## Sport
La ville compte une franchise amateur de la Ligue de hockey junior Maritimes Québec, les Foreurs de Val-d'Or, équipe ayant remporté la Coupe du président à trois reprises.
Val-d'Or a été plusieurs fois la ville hôte du Tour de l'Abitibi, seule étape nord-américaine de la coupe du monde junior de cyclisme, ainsi que la ville hôte des Jeux du Québec à l'été 1987. Enfin, le 31 décembre 2009, la ville de Val-d'Or a accueilli le relais de la flamme olympique, qui doit parcourir le Canada jusqu'à Vancouver pour les Jeux olympiques d'hiver de 2010.
Il y a en plus du hockey un dojo d'arts martiaux nommé Impact Kick-Boxing et jiu-jitsu. Comme son nom l'indique il est possible d'y trouver tout pour faire du Kick-boxing ou du jiu jitsu can ryu/ jiu jitsu brésilien. Ils sont ouverts tous les jours de la semaine excepté le dimanche. Ils ont d'ailleurs créé un gala de kick-boxing qui comporte aujourd'hui 3 galas.

## Transport

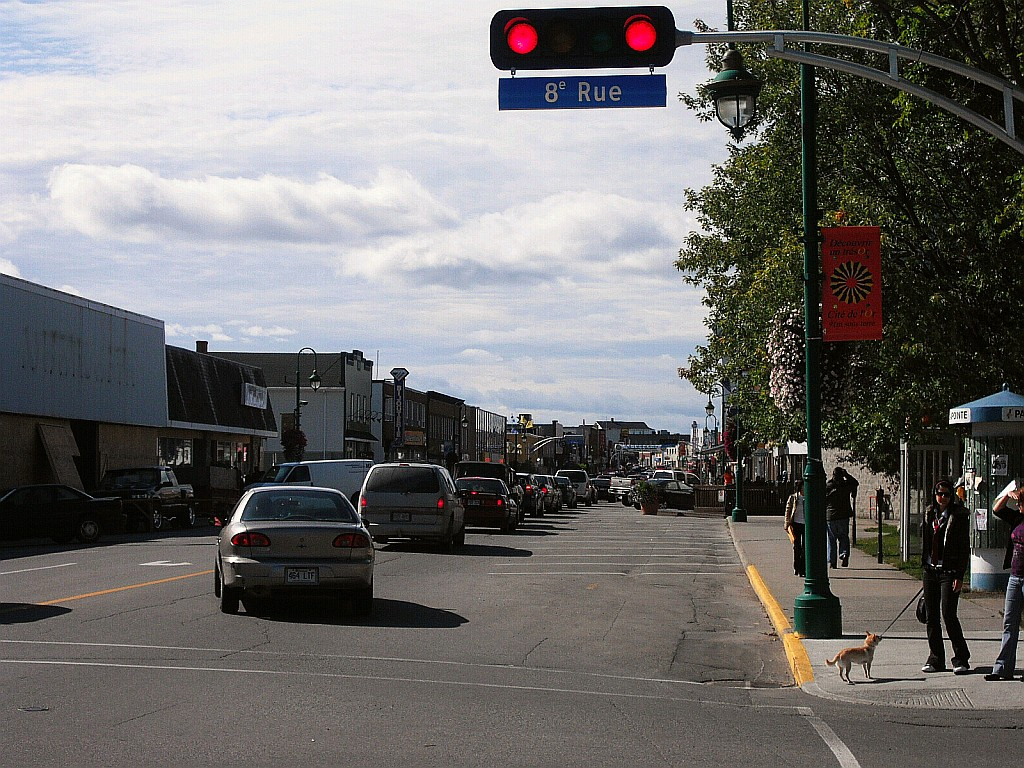
La 3e avenue, artère commerciale principale de la ville.

Première ville d'importance sur le réseau routier témiscabitibien depuis le sud du Québec, la région valdorienne est le point de jonction de la majorité des routes principales de la région. La route Transcanadienne (route 117) traverse la ville d'est en ouest en suivant la faille de Cadillac jusqu'à Rouyn-Noranda et ultimement Arntfield. Les routes 111 et 397 prennent source au nord de la ville et permettent de relier la ville aux villes secondaires de la région.

### Autocar
La société privée de transport par autocar, Autobus Maheux, assure une liaison journalière avec Montréal, les autres villes de la région et l'Ontario. La gare routière est située à l'angle de la 4e avenue et la rue de la Québécoise.

### Transport aérien
Un service régulier de transport aérien est opéré à l'aéroport de Val-d'Or, situé au sud de la ville. Les liaisons aériennes relient notamment les régions métropolitaines de Montréal et Toronto, la côte ouest de la Baie James et la Baie d'Hudson et ultimement, le Grand Nord québécois. L'aéroport dessert également une liaison vers les Antilles, mais de manière marginale via certains vols nolisés.

### Transport en commun
Un service de transport en commun par taxi partagé (Taxibus) assure le service public de transport.

## Tourisme
- La réserve de biodiversité des Caribous-de-Val-d'Or
- La Cité de l'Or
- Le Village minier de Bourlamaque
- La Tour Rotary
- VOART - Centre d'exposition de Val-d'Or
- Le Festival d'humour de l'Abitibi-Témiscamingue
- En 2010, Val-d'Or fête ses 75 ans. De nombreuses activités se sont déroulées tout au long de l'année. (Société du 75e de Val-d'Or)

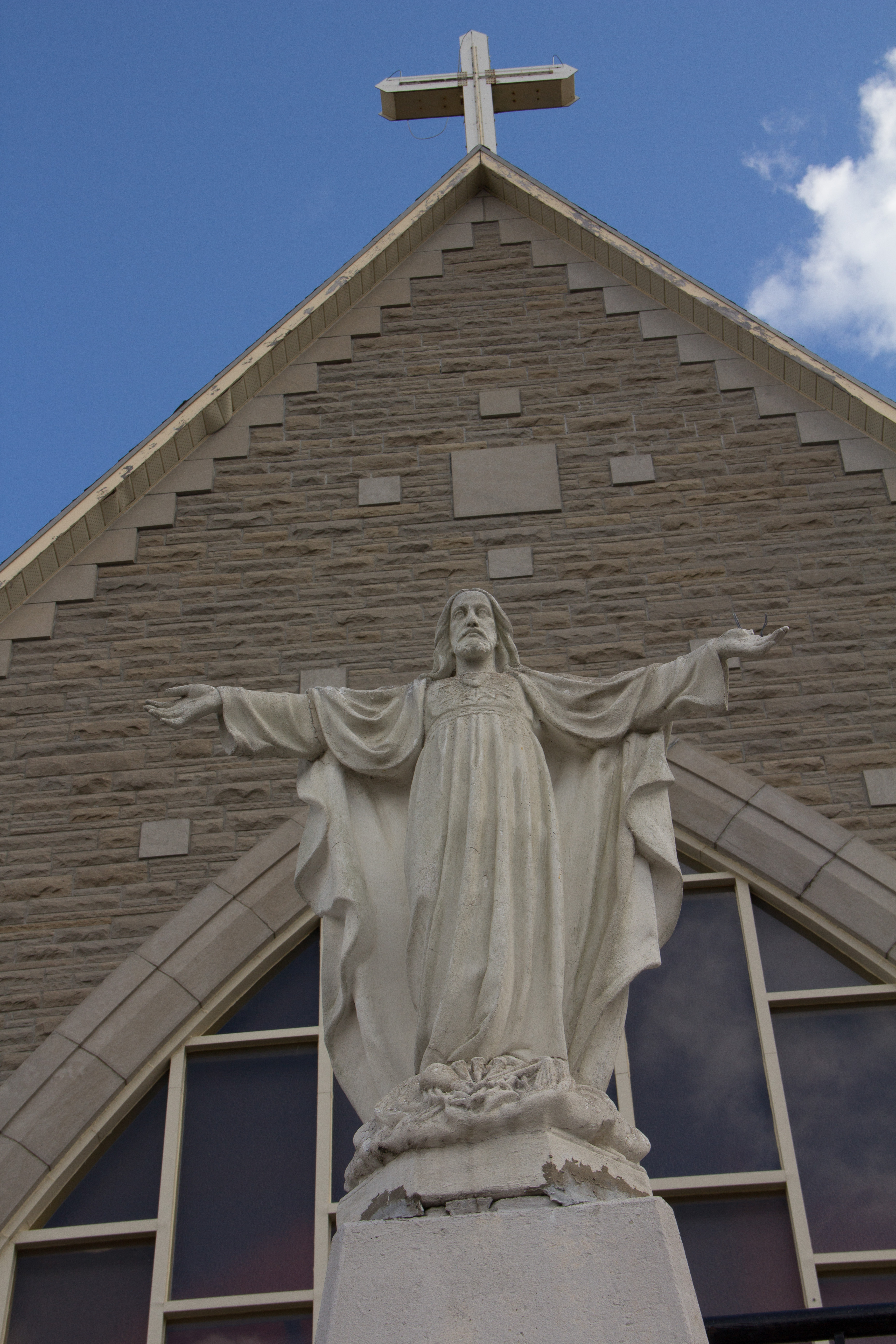
Statue de Jésus-Christ devant l'Église Saint-Sauveur située sur la 3e Avenue, rue principale de la ville.
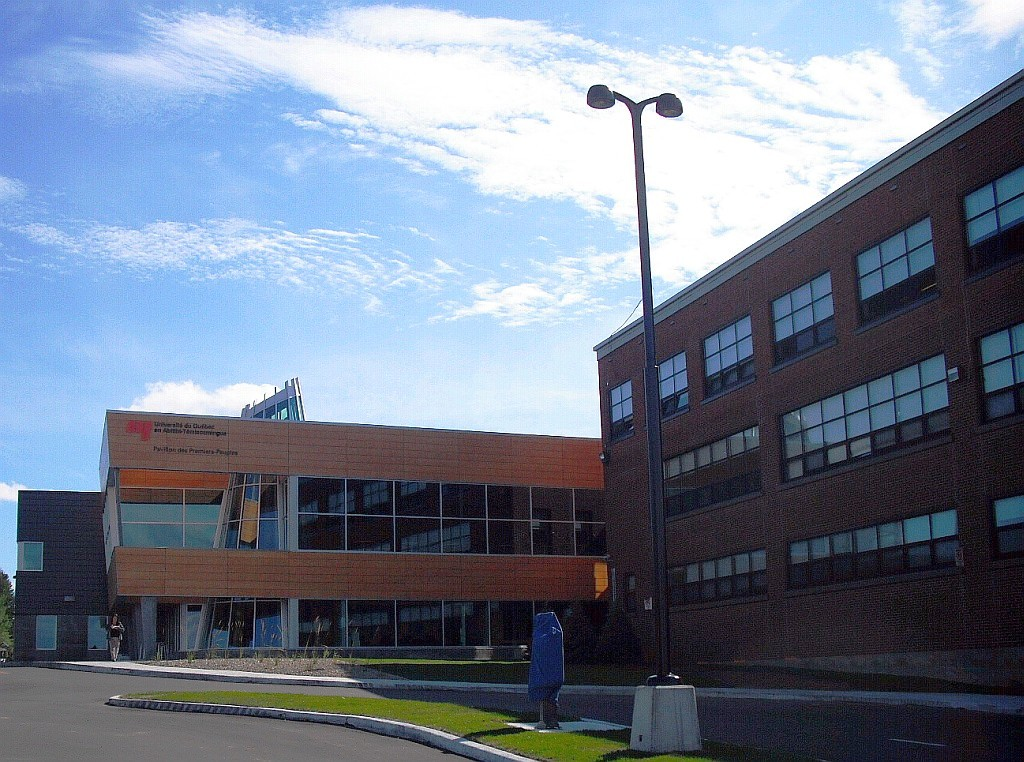
Val-d'Or accueille le Pavillon des Premiers-Peuples de l'UQAT.
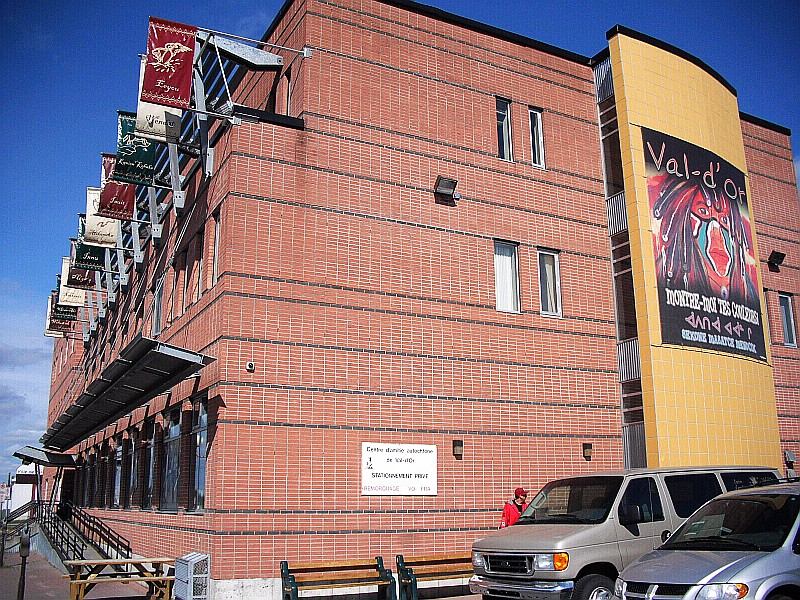
La communauté autochtone constitue une minorité importante dans la ville. Ici, le Centre d'amitié autochtone (CAAVD), ouvert aux allochtones comme aux autochtones. Le Centre d'amitié autochtone de Val-d'Or, présidé par Oscar Kistabish[59], est membre du Regroupement des centres d'amitié autochtones du Québec.
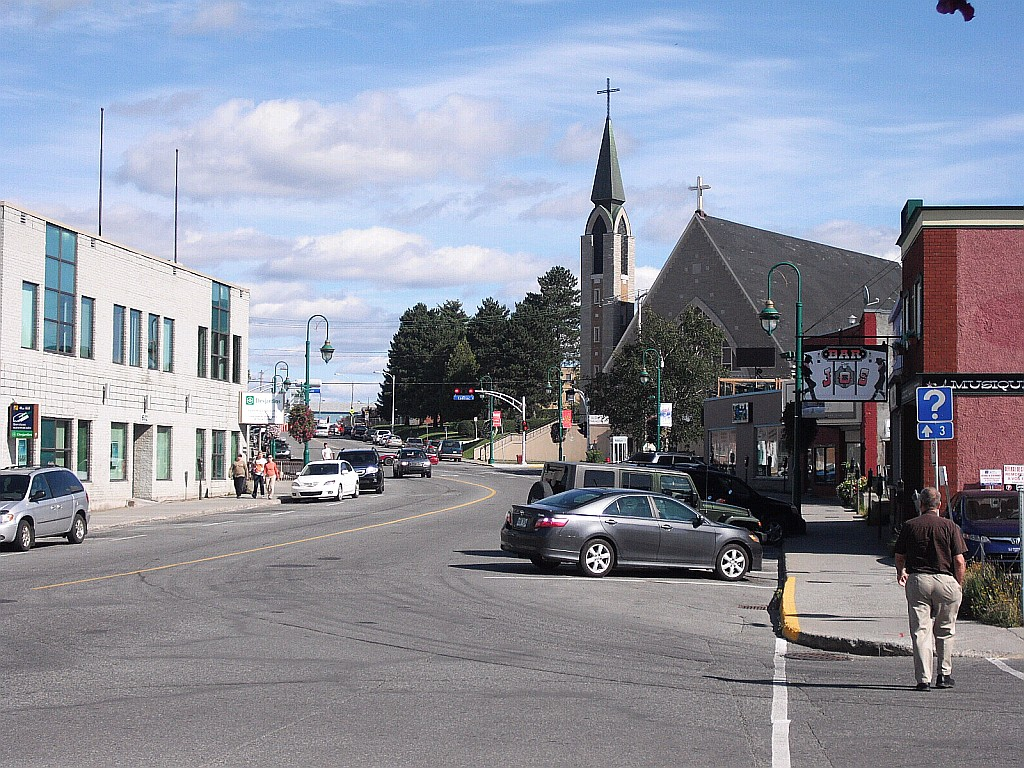
L'est du centre-ville, au croisement de la rue de l'Ukraine et de la 3e avenue.

## Personnalités liées à la municipalité
- Serge Aubin (joueur de hockey)
- Jacques Baril (sculpteur)
- Dany Bédar (chanteur)
- Lucille Bisson (écrivaine)
- Serge Bordeleau (réalisateur)
- Daniel Bouchard (joueur de hockey)
- Pierre Brassard (comédien)
- Lucien Cliche (député)
- Daniel Corbeil (artiste)
- Cédric Corbeil (cinéaste)
- Philippe Cornet (natif de Val-Senneville, joueur de hockey)
- Edgard Davignon (compositeur)
- Boom Desjardins (chanteur)
- Raôul Duguay (chanteur)
- Sophie Dupuis (réalisatrice)
- Michel Juteau (athlète)
- Paul Larocque (journaliste)
- Yolette Lévy (politicienne, syndicaliste et militante)
- Robin L'Houmeau (comédien)
- Anthony Mantha (joueur de hockey)
- Sylvie Rancourt[60] (autrice de bande dessinée)
- Dany Sabourin (joueur de hockey)
- Diane Tell (chanteuse)
- Pierre Yergeau (écrivain)
- Oscar Kistabish (ainé anicinabe)
- Derrick Frenette (comédien)